# بنك أبو ظبي الوطني
بنك أبوظبي الوطني، كان بنكاً عاملاً في دولة الإمارات العربية المتحدة حتى اندماجه مع بنك الخليج الأول في ديسمبر 2016 ليشكلا بنك أبوظبي الأول. يعد بنك أبوظبي الوطني أكبر بنك مقرض في إمارة أبوظبي ودولة الإمارات العربية المتحدة، وكان له أكبر قيمة سوقية بين بنوك الإمارات العربية المتحدة.
يقدم بنك أبوظبي الوطني مجموعة شاملة من الخدمات المالية تشمل الخدمات المصرفية للأفراد، والخدمات المصرفية للشركات، والخدمات المصرفية بالجملة والاستثمارية، وإدارة الثروات، والخدمات المصرفية الخاصة. وكذلك الخدمات المصرفية الإسلامية والوساطة وإدارة الممتلكات والتأجير.
في عام 2015، أنشأ بنك أبوظبي الوطني قاعدة مالية إقليمية في الهند كجزء من استراتيجيته للتوسع في الخارج، كما كان له حضور إقليمي في كوالالمبور وهونج كونج ومكتب تمثيلي في شنغهاي بالصين. توسع البنك أيضًا إلى السوق الكورية الجنوبية لتوسيع وجوده في آسيا. وفي أكتوبر 2012، أعلن البنك أنه يخطط لزيادة مساهمته من الخدمات المصرفية الإسلامية ثلاث مرات من خلال تقديم خدمات متوافقة مع الشريعة الإسلامية في عمان وماليزيا.
تمتد شبكة الفروع الدولية لبنك أبوظبي الوطني، وهي الأكبر بين بنوك دولة الإمارات العربية المتحدة، عبر 17 دولة في خمس قارات، من الشرق الأقصى إلى الأمريكتين.
في ديسمبر 2016، وافق المساهمون على خطط البنك للاندماج مع بنك الخليج الأول، وأنهى كلا البنكين إدارة المستوى الثاني بحلول فبراير 2017. نفذت خطة دمج البنك والتي أعلن عنها لأول مرة في يونيو 2016 من خلال مبادلة الأسهم، حيث حصل مساهمو بنك الخليج الأول على 1.254 سهم في بنك أبوظبي الوطني مقابل كل سهم يملكونه في بنك الخليج الأول. يُعرف الكيان المندمج الآن باسم بنك أبوظبي الأول وهو حالياً أكبر بنك في الشرق الأوسط وشمال أفريقيا.

## تاريخ
تأسس بنك أبوظبي الوطني عام 1968، وهو أول بنك في إمارة أبوظبي.
كان بنك أبوظبي الوطني أول بنك إماراتي يتوسع في الخارج حيث افتتح فرعاً في القاهرة في عام 1975، وفي عام 1976 توسع إلى عمان والسودان، ثم في عام 1977 إلى المملكة المتحدة وإلى فرنسا والولايات المتحدة الأمريكية في عام 1979. وتوسعت شبكة البنك عبر القارات الخمس و17 دولة قبل اندماجها.

## الملكية

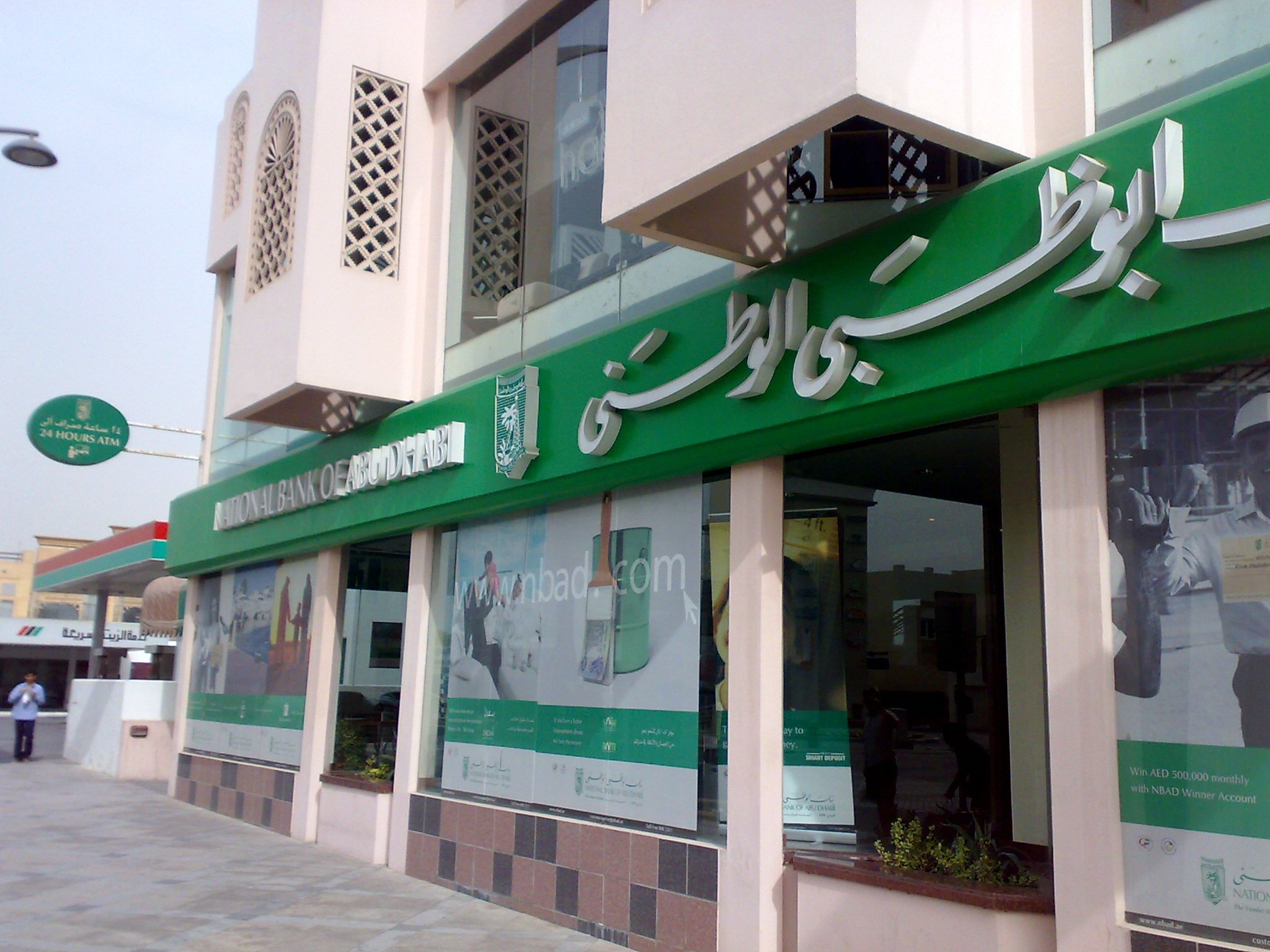
فرع سابق لبنك أبوظبي الوطني في دبي.

كان معظم البنك مملوكًا لمجلس أبوظبي للاستثمار، وفي ديسمبر 2013، كانت نسبة 70.2% من الأسهم مملوكة لشركة أبوظبي للاستثمار والنسبة المتبقية البالغة 21.9% مملوكة لأطراف بما في ذلك الحكومة والشركات والمؤسسات الخاصة.

## الرعايات
كان بنك أبوظبي الوطني بمثابة الراعي الرسمي لسباق جائزة أبو ظبي الكبرى للفورمولا 1، والذي أقيم لأول مرة في أبوظبي عام 2009، وفي السنوات اللاحقة: 2010، 2011، 2012، 2013، 2014، 2015، 2016، 2017.

## بعد الدمج
بعد وقت قصير من الإعلان عن اندماج بنك أبوظبي الوطني مع بنك الخليج الأول، أعلن بنك أبوظبي الوطني أن الرئيس التنفيذي أليكس ثيرسبي قد استقال من منصبه. تم استبداله بأبهيجيت تشودري كرئيس تنفيذي بالإنابة. انضم تشودري إلى بنك أبوظبي الوطني كرئيس تنفيذي للمخاطر في ديسمبر 2006. وتم تعيينه كرئيس تنفيذي للمجموعة بالإنابة في أغسطس 2016. تمتد مسيرة شودري المهنية في القطاع المصرفي لما يقرب من 40 عامًا، حيث بدأ مع بنك (ايه ان زد جريندلايس) في الهند وواصل تطوير معرفته الشاملة بأسواق الشرق الأوسط بعد أن أمضى 17 عامًا في المؤسسة العربية المصرفية في البحرين.
يشغل السيد جيمس بورديت منصب المدير المالي للمجموعة وتم تعيينه في منصبه في مايو 2014. انضم السيد بورديت إلى بنك أبوظبي الوطني قادماً من المجموعة المصرفية الأسترالية والنيوزيلندية (ANZ) حيث شغل منصب المدير المالي للخدمات المصرفية الدولية والمؤسسية. وقبل توليه هذا المنصب، كان يشغل منصب المدير المالي لمنطقة آسيا والمحيط الهادئ وأوروبا وأمريكا في ANZ.

## الجوائز
- المرتبة 46 ضمن البنوك الـ50 الأكثر أمانا في العالم، غلوبال فاينانس، 2011[12]

## روابط خارجية
الموقع الرسمي لبنك أبو ظبي الأول

## وصلات خارجية
- الموقع الرسمي نسخة محفوظة 10 يناير 2015 على موقع واي باك مشين.